# Panthiades hebraeus
Panthiades hebraeus är en fjärilsart som beskrevs av William Chapman Hewitson 1867. Panthiades hebraeus ingår i släktet Panthiades och familjen juvelvingar. Inga underarter finns listade i Catalogue of Life.

## Bildgalleri

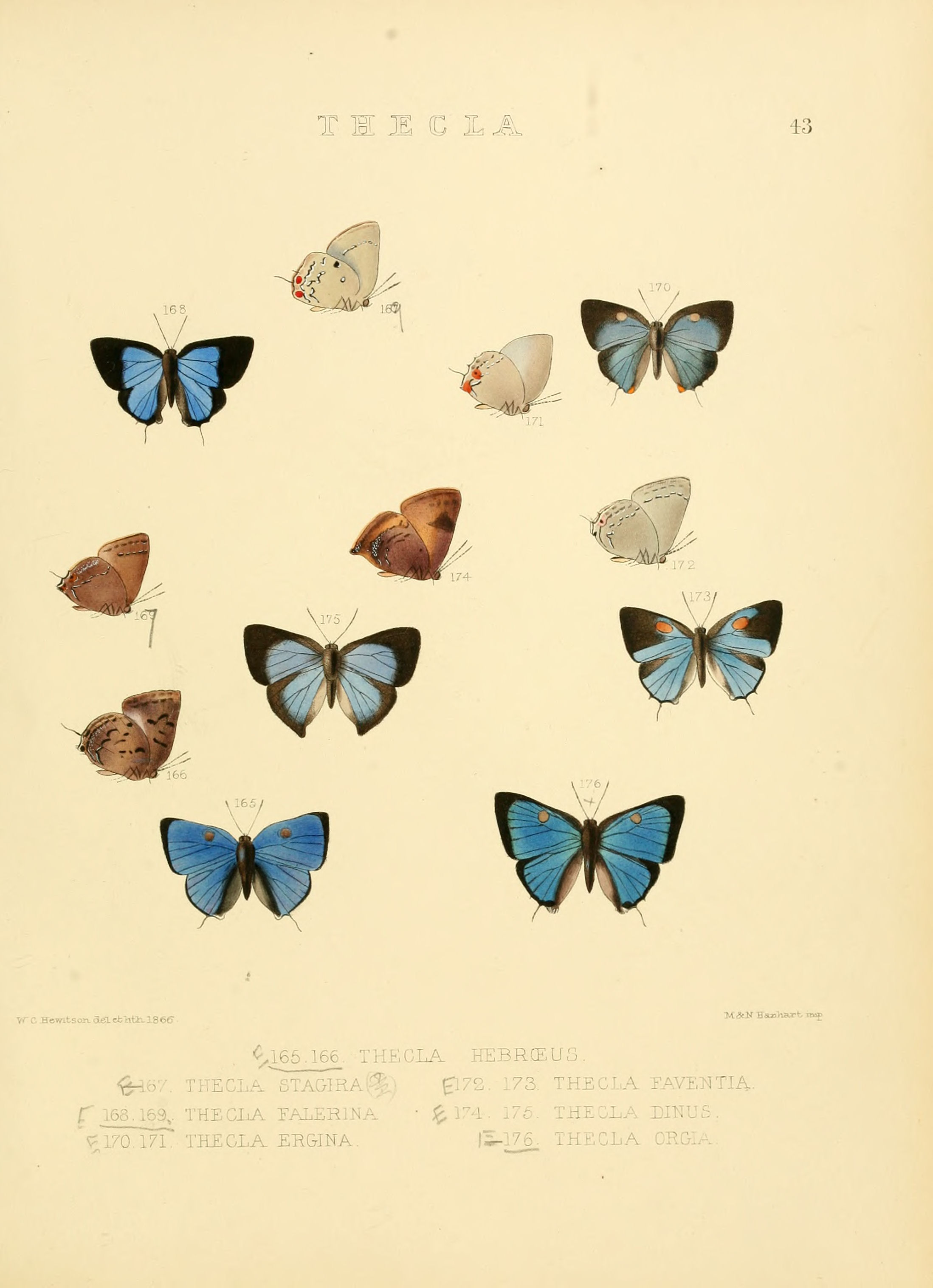
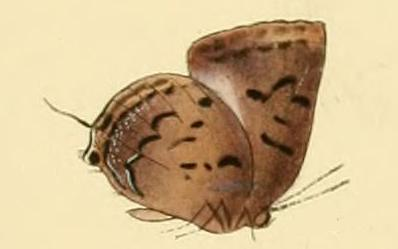